# 初恋*れ〜るとりっぷ
『初恋＊れ〜るとりっぷ』（はつこいれ〜るとりっぷ、HATSUKOI＊RAIL TRIP）は、永山ゆうのんによる日本の4コマ漫画。『まんがタイムきららMAX』（芳文社）にて、2018年8月号と9月号にゲストとして掲載された後、同年12月号から2021年12月号にかけて連載された。仙台市の高校の鉄道部を舞台とするガールズコメディ。略称はれるとり、れ〜るとりっぷ。

## あらすじ
「初恋のお姉さん」を探して鐘ノ台高校に入学した「天満そら」は、手がかりを求めて鉄道部に入部しようとするが、当の鉄道部は部員がおらず廃部寸前であった。そらは顧問の「宮沢まひろ」、幼なじみの「星祭とわ」とともに鉄道部の存続のため奔走する。そのなかでまひろの妹「宮沢みかげ」、生徒会長の「小川琥珀」を加え、女の子だけの鉄道部の日常が始まる。

## 主な登場人物

### 鐘ノ台高校鉄道部
天満そらたちが所属しているサークル。
天満 そら（てんまん そら）
本作の主人公。鉄道は苦手であったが最近は克服してきている。幼いころに電車に一人で乗車した際に不安で泣いているときに宮沢まひろに出会い一目惚れする。鉄道が苦手なのにもかかわらず、再会したまひろが鉄道部の顧問だと知り、入部する。顧問のまひろ先生が大好き。
宮沢 まひろ（みやざわ まひろ）
鐘ノ台高校の美術教師。鉄道部顧問で美術部の顧問も掛け持ちしている。同校の卒業生であり、高校時代は鉄道部に在籍していた。成人だが見た目は幼く子供っぽい性格。高校生の時に、幼いころのそらと出会っており、不安で泣いていたそらを元気づけた。鉄道部の中で一番知識が豊富。高校時代は髪が長かった。頭の青いリボンがトレードマーク。
星祭 とわ（ほしまつり とわ）
そらの親友でクラスメイト。駅弁鉄。鉄道は鉄道部に入部するまでほとんど知らなかったが、そらのように苦手というわけではない。食べることが好きで、鉄道部に入部してからは駅弁に詳しい駅弁鉄になった。恋の波動に敏感。
宮沢 みかげ（みやざわ みかげ）
まひろの妹。そらの同期生。時刻表鉄。姉とは正反対の強気な性格。鉄道部に入部するまではそんなに鉄道には詳しくないと語っており、せめて姉の知識量を超えてからでないと鉄道部に入部できないと思っていた。入部してからは部室にある時刻表を読み、暗記などをしている。左利き。ちょっと抜けている所がある。ちなみに仙台市交通局のICカードicsca(イクスカ)を利用している。
小川 琥珀（おがわ こはく）
鐘ノ台高校生徒会長。そらとは一学年上の先輩。録り鉄。常に帽子を被っており薔薇の髪飾りをしている。おとなしい性格で「-だよ」が口癖。当初は「鉄道は一人で十分楽しめるものだから」と鉄道部入部を断っていたが、そらの必死の説得で入部する。ホームでながれる発車メロディーや電車のモーター音など、音に関することに強く、その他の鉄道知識についても見識が深い。たまに子供っぽい一面を見せる。

### その他
前述部員以外の人物。
りんね
星ノ座学園高校鉄道研究部の部員。猫耳をつけており、語尾には「にゃ」をつける。部ではジオラマ作りのエース。
くるみ
星ノ座学園高校鉄道研究部部長。りんねとは以心伝心。
そらの叔母さん
栗原に住んでいる。そらも小学校一年生までは栗原で叔母さんと暮らしていた。
白鳥プリシオン（しらとり ぷりしおん）
そらが栗原に住んでいたとき、仲よしだった子。そらへの思いが強く、まひろへの対抗心を燃やし、対決した。今は仙台に住んでいる。

## 舞台
鐘ノ台高校
主人公達が通う公立高校。主人公達が入る鉄道部は、583系の座席やつり革、グリーン車のステッカーなどを所蔵している。
星ノ座学園高校
りんね、くるみが通う私立高校。ここの鉄道研究部は60年の歴史を持ち、鉄道模型のコンテストでは何度も入賞している。0系の座席やHOゲージ、Nゲージなどを所蔵している。主人公達も見学しに行った。

### 本作で扱われている路線
- 東北新幹線
- 仙石線
- 仙山線
- 東北本線
- 陸羽西線
- 北上線
- 仙石東北ライン
- 山手線
- 仙台市地下鉄南北線
- 仙台市地下鉄東西線
- 東京メトロ副都心線
- 京急本線
- くりはら田園鉄道線 (廃線)

### 本作で扱われている場所
- 仙台駅
主人公達が使用している駅。伊達政宗騎馬像（昔、駅にあったと紹介[3]）、ヘッドマーク展示板（仙台にゆかりのある列車のヘッドマークが展示されている[4]）、すし通り・牛たん通り・ずんだ小径[5]、発車メロディのff (フォルティシモ)・around the world[6]が紹介されている。
- 大河原駅 (宮城県)
作中1年目の花見で訪問
- 八木山動物公園駅
隣接の八木山てっぺん広場を訪問。
- 作並駅・作並温泉
- 西古川駅・西古川児童遊園
公園内展示のSLのC58形が紹介された。
- 東京駅
- 鉄道博物館 (さいたま市)
- 品川駅
京急1000形未更新車を待った上で乗車
- コスモクロック21
- 泉中央駅・七北田公園
- ぶらんど〜む一番町商店街
- 瀬峰駅
そらの叔母の家の所在地
- くりでんミュージアム
- 小鶴新田駅
そら・とわの最寄り駅
- ほっとゆだ駅
- 田代島
- 石巻駅

## 登場する鉄道車両、列車名
- 快速レトロ花めぐり号（ED75 757が牽引）
  - 大河原駅に行き一目千本桜で花見をした。
- E5系・E6系
  - まひろのお気に入りらしく、抱き枕まで作った。ちなみにE2系・E5系・E6系・E7系の箸が鉄道部にある。
- フルーティアふくしま
- 急行べにばな
- リゾートみのり
- SL銀河
- 京急新1000形電車[7]
- 阿武隈急行8100系電車[8]
- 快速はまゆり[8]

## 書誌情報
- 永山ゆうのん『初恋*れ〜るとりっぷ』芳文社〈まんがタイムKRコミックス〉、全3巻[9]
  1. 2019年10月12日発行（2019年9月27日発売）、ISBN 978-4-8322-7123-4
  2. 2020年12月11日発行（2020年11月27日発売）、ISBN 978-4-8322-7229-3
  3. 2021年12月11日発行（2021年11月26日発売）、ISBN 978-4-8322-7323-8

## タイアップ
叡山電鉄
2020年11月26日から本作とタイアップした描き下ろしコラボ小冊子を叡山電鉄出町柳駅および修学院駅で配布。
阿武隈急行
連載終了後となる2022年からコラボグッズ等を展開した。第1弾は2022年4月、第2弾は2022年9月、第3弾は2024年4月と同年12月に行われた。